# Judith Rakers
Judith Rakers (født 6. januar 1976 i Paderborn, Nordrhein-Westfalen, Vesttyskland), er en tysk journalist og tv-vært. Hun var vært ved Eurovision Song Contest 2011.